# HUSKING BEE
HUSKING BEE（ハスキング・ビー）は、日本のロックバンド。略称は「ハスキン」「ハスビー」。元ini所属。1994年に結成され、2005年に解散。2012年に新メンバーを従えて再結成。バンド名は英語で「トウモロコシの皮むき会」の意味。

## 概要
1994年の結成後、初期の頃は当時日本においてエモ/スクリーモ等の音楽を形容する言葉になじみがなかったためか、メロコアバンドの位置づけで認識されていた。後にエモ等のアーティストを多数輩出するDOUGHOUSEより海外版をリリースすることにより、徐々に日本においてもエモの先駆者という扱いを受ける。
2枚目のアルバム『PUT ON FRESH PAINT』から『FOUR COLOR PROBLEM』までの1990年代後半から2000年代には絶大な基盤を確立していった。初期の音楽性は、当時隆盛を極めていたメロコアブームに追随するような、テンポの速い演奏に英語詞のボーカルを乗せるといったものだったが、次第にジミー・イート・ワールドやウィーザーに代表される泣きメロを重視したエモ、パワー・ポップを彷彿させるようなものへと変遷していった。また、それに伴って日本語詞の割合を増やしていき、第1期のラストアルバム『variandante』では全収録曲が日本語詞で書かれた。
1枚目のアルバム『GRIP』とシングル『A SINGLE WORD』をトイズファクトリー内のPIZZA OF DEATH RECORDSよりリリースしているが、後にはINIというレーベルを立ち上げ、そちらからリリースを行うようになっている。

## 略歴
- 1994年7月に4人編成で結成。1995年1月にボーカル・ドラムが脱退し、元CAPTAIN HEDGE HOGの平本レオナがドラムで加入。ボーカルを磯部が担当することで3人編成となる。
- 2000年10月4日に元THE NERVELAND、SPIT MIDDLE FINGERの平林一哉が加入し4人編成となる。
- 2005年3月6日のZEPP TOKYOでのライブ「LAST TOUR050306」で解散となった。
- 2012年幕張メッセで行われる「DEVILOCK NIGHT FINAL」で再結成。ただし平本は不参加で、サポートドラムとしてlocofrankのtatsuyaが参加。その後、いくつかのイベントライヴに参加。
- 2012年9月、「AIR JAM2012」にて本格的な再始動を発表。その際に新メンバーの加入と、工藤がスケジュール上、活動が困難なことから離脱することを発表。
- 2016年2月、4月8日のライブを持ってベースの岸野とドラムスの山崎が脱退することを発表。後任として元メンバーの工藤哲也が再加入。ドラムスはサポートメンバーで補填する[2]。

## メンバー
- ギター、ボーカル：磯部正文（いそべ まさふみ、1972年4月15日（52歳） - ）広島県出身。血液型AB型。既婚。娘一人。

通称・いっそん。HUSKING BEE解散後はCORNER、MARS EURYTHMICSでの活動を経て、ソロプロジェクトの磯部正文BANDや弾き語り等で活動していた。
CORNERでは、「small happiness」（2005年10月19日、FINE LINESとのスプリットシングル）、「single-01」（2006年5月31日）の2枚のシングル、「走るナマケモノ」（2003年8月20日）、「入り口出口」（2006年7月19日）の2枚のアルバムをリリース。
広島県立広島皆実高等学校卒。吉田拓郎、奥田民生の後輩にあたり、奥田とはROCKIN'ON JAPANの対談やライブイベントでの競演も果たしている。
渡部陽一、麻生太郎元総理、安田大サーカスクロちゃん、哀川翔、長渕剛 の物真似が得意。
- ギター、ボーカル：平林一哉（ひらばやし かずや、1973年10月17日（51歳） - ）東京都出身。本名は平林一也。既婚。

通称・ドンドン。名付け親は元メンバーの平本レオナ（いわく「どんぐりみたいだから」）。
元FINE LINES 現在はThe Firewood Projectやソロでの活動も行っている。またTVアニメ「BECK」では主人公・コユキの歌唱シーンでの声を担当。
- ベース：工藤哲也（くどう てつや、1973年7月20日（51歳） - ）大分県大分市出身。血液型O型。

通称・テッキン。BEYONDSのメンバーとしても活動中。
2012年の再結成には参加したが、本格的に再始動に際して、現在進行形のスケジュール的に参加が困難なためバンドを離脱。2016年4月に再加入。

### サポートメンバー
- ドラム：福田"TDC"忠章

FRONTIER BACKYARD、SCAFULL KINGのメンバー。LOW IQ 01&MASTER LOWやLOW IQ 01 & MIGHTY BEAT MAKERSにサポートメンバーとして参加している。
2016年4月より参加。

### 元メンバー
- ドラム：平本レオナ（ひらもと レオナ、1974年4月22日（50歳） - ）血液型AB型。

1995年に加入。その後第1期解散まで活動。それ以降は、2012年の再結成以後も含め参加していない。
- ベース、コーラス：岸野一（きしの はじめ）

2012年の再結成後、工藤哲也に代わって加入。「malegoat」「The Firewood project」のメンバー。
- ドラム、コーラス：山﨑聖之（やまざき まさゆき、1986年5月29日（38歳） - ）

2012年の再結成時に加入。「fam」「HARDCORE FANCLUB」「The Yasuno N°5 Group」「The Firewood project」のメンバーであり、「ヒダカトオルBAND」「磯部正文BAND」「LOW IQ 01& THE RHYTHM MAKERS」「COUNTRY YARD」「toddle」「Fennel」「さわおとしおり」「mouse on the keys」「Wienners」「PSYSALIA人」「フレンズ」など多方面に参加。「CONFVSE」名義でソロプロジェクトでの活動を行う。「stove」のベーシスト。

## ディスコグラフィ
1994年〜2005年を第1期、2012年の再結成以降を第2期とする。

### トリビュート・アルバム
第1期

## ミュージックビデオ
| 公開年 | 監督          | 曲名                     | 備考 |
| ------ | ------------- | ------------------------ | ---- |
| 1996年 |               | WALK                     |      |
| 1997年 |               | LIFE                     |      |
| 1998年 |               | SUN MYSELF               |      |
| 1998年 | YOU CAME BACK |                          |      |
| 1999年 |               | THE SUN and THE MOON     |      |
| 2000年 | UGICHIN       | 欠けボタンの浜           |      |
| 2000年 | BY CHANCE     |                          |      |
| 2001年 | UGICHIN       | 新利の風                 |      |
| 2001年 | NEW HORIZON   |                          |      |
| 2002年 |               | the steady-state theory  |      |
| 2002年 | 末田健        | Day of the Sun           |      |
| 2004年 | 島田大介      | Just a beginning         |      |
| 2004年 | UGICHIN       | 摩訶不思議テーゼ         |      |
| 2004年 | UGICHIN       | ならば、、ここに         |      |
| 2013年 | UGICHIN       | Feedback Loop            |      |
| 2014年 | UGICHIN       | 1 Minute                 |      |
| 2016年 | UGICHIN       | Across The Sensation     |      |
| 2016年 | UGICHIN       | Spitfire                 |      |
| 2016年 | UGICHIN       | Suffer                   |      |
| 2017年 | UGICHIN       | Re-By Chance feat.MOROHA |      |
| 2018年 | 上田芳郎      | Enjoy                    |      |
| 2018年 | UGICHIN       | 夜と霧のなかで           |      |
| 2020年 | UGICHIN       | 刻の群像                 |      |

## タイアップ一覧
| 起用年 | 曲名                    | タイアップ                                                    |
| ------ | ----------------------- | ------------------------------------------------------------- |
| 2000年 | 欠ボタンの浜            | 北海道テレビ『NO MATTER BOARD』10月度エンディングテーマ       |
| 2000年 | BY CHANCE               | 北海道テレビ『NO MATTER BOARD』11月度エンディングテーマ       |
| 2002年 | The steady-state theory | TBS系『J-SPORTS SUPER SOCCER PLUS』テーマソング               |
| 2002年 | Day of the Sun          | 北海道テレビ『NO MATTER BOARD』11月・12月度エンディングテーマ |
| 2016年 | Suffer                  | 北海道テレビ『NO MATTER BOARD』12月度エンディングテーマ       |

## 主なライブ

### ワンマンライブ・主催イベント
- 1998年 - 「PUT ON FRESH PAINT」TOUR
- 1999年 - FOUR COLOR PROBLEM TOUR 2000-2001
- 2001年10月 - BACK DROP BOMB×HUSKING BEE「DELTA SOUNDS TOUR」
- 2001年11月 - 「BIPOLARITY TOUR」
- 2002年10月 - 初のワンマンTOUR「the steady-state theory TOUR」
- 2002年12月 - 「the steady-state theory TOUR」続公演
- 2005年03月 - LAST TOUR 050306
- 2012年11月17日〜12月23日（10公演） - HUSKING BEE Brand-New Life 2012
w/the telephones/ヒダカトオル（BAND SET）/HAWAIIAN6/MAN WITH A MISSION/THE BAWDIES/YUTAKA FURUKAWA/ASPARAGUS/NO HITTER/SNATCH
- 2013年03月27日〜-06月15日（13公演） - 『SOMA』release tour 2013
w/The Starbems
- 2013年07月03日 - 「SOMA」release tour 2013 Extra
- 2013年12月17日 - HUSKING BEE presents New Peace
w/ASPARAGUS/LOW IQ & ANOTHER BEAT BREAKER
- 2014年03月28日 - HUSKING BEE presents New Peace Vol.2
w/FRONTIER BACKYARD
- 2014年05月30日〜07月21日（16公演） - HUSKING BEE「AMU TOUR」
w/ASPARAGUS/SLANG/bacho/forget me not/my young animal/LITTLE BOY/THE PRACTICE/ONE BUCK TUNER
- 2015年02月27日 - HUSKING BEE「ONE MAN SHOW」
- 2015年03月27日 - HUSKING BEE presents New Peace
w/8otto/COMEBACK MY DAUGHTERS/NOSHOW
- 2015年06月19日 - HUSKING BEE「ONE MAN SHOW」
- 2015年07月10日 - HUSKING BEE presents New Peace
- 2015年09月30日〜10月16日 - A Youth That Grows Old Tour
w/CARD / Climb The Mind / Pear Of The West / SLANG / the band apart
- 2015年11月18日 - FOUR COLOR Re:PROBLEM

### 出演イベント
- 1997年08月30日 - AIR JAM '97
- 1998年08月22日 - AIR JAM '98
- 1999年03月・06月 - SOUTH BY SOUTH WEST
- 2000年08月12日 - ROCK IN JAPAN FESTIVAL 2000
- 2000年08月19日 - RISING SUN ROCK FESTIVAL 2000 in EZO
- 2000年08月23日 - ロックロックこんにちは! in 仙台 2000
- 2000年08月26日 - AIR JAM 2000
- 2001年08月19日 - FUJI ROCK FESTIVAL '01
- 2001年08月23日 - ロックロックこんにちは!
- 2002年02月08日 - JAPAN CIRCUIT -vol.1-
- 2002年08月09日 - ROCK IN JAPAN FESTIVAL 2002
- 2002年09月01日 - RUSH BALL 2002
- 2003年02月14日 - エレファントカシマシ"BATTLE ON FRIDAY"
- 2003年08月02日 - ROCK IN JAPAN FESTIVAL 2003
- 2003年08月23日 - 小岩井ロックフェスティバル
- 2003年12月31日 - COUNTDOWN JAPAN 03/04
- 2004年05月17日 - TOWER RECORDS 25th Anniversary FIRE STARTER TOUR 2004
- 2004年07月31日 - FUJI ROCK FESTIVAL 2004
- 2004年08月08日 - ROCK IN JAPAN FESTIVAL 2004
- 2004年08月14日 - RISING SUN ROCK FESTIVAL 2004 in EZO
- 2004年08月17日 - SPIRIT SOUL FLAVOR Vol.3〜BOYZ OF SUMMER〜
- 2004年08月22日 - MONSTER baSH 2004
- 2004年08月29日 - RUSH BALL 2004
- 2004年12月30日 - COUNTDOWN JAPAN 04/05
- 2005年03月01日 - MORIYASU NITE
- 2012年02月25日 - DEVILOCK NIGHT THE FINAL(復活ライブ)
- 2012年04月13日・28日 - BAD FOOD STUFF
- 2012年08月06日 - "EIGHT SIX live"
- 2012年09月15日 - AIR JAM 2012
- 2012年09月23日 - New Acoustic Camp 2012
- 2012年11月07日・08日 - locofrank TOUR 2012-2013 "ONE"
- 2012年12月26日 - SILVER GRAY NIGHT 〜ロマンスグレーに恋い焦がれ〜
- 2012年12月30日 - COUNTDOWN JAPAN 12/13
- 2013年01月12日 - NAMBA69 pre. PUNK ROCK THROUGH THE NIGHT SPECIAL
- 2013年01月17日 - となりのバンドマン 〜東名阪初行脚〜
- 2013年02月01日 - O-EAST presents "I FxxK POP"
- 2013年02月16日 - FOUR SEASONS FESTIVAL'13
- 2013年02月23日 - BEA × Zepp Fukuoka presents F-X
- 2013年04月27日 - GARNI 15th Anniversary SATISFACTION#7
- 2013年04月29日 - COMIN'KOBE 2013
- 2013年05月08日 - BRAHMAN Tour 相克
- 2013年05月09日 - PIRATE SHIP 2013
- 2013年05月15日・16日・06月29日・30日 - BACK DROP BOMB & HUSKING BEE Wレコ発『Double Bond』tour
- 2013年05月28日 - clammbon faVS!!!
- 2013年06月02日 - FM802 presents Rockin' Radio! -OSAKAJOH YAON- supported by SPACE SHOWER TV
- 2013年05月08日 - BRAHMAN「Tour 相克」
- 2013年07月15日 - THE STARBEMS 1st album release tour "SAD MARATHON 2013"
- 2013年07月27日 - JOIN ALIVE 2013
- 2013年08月02日 - ROCK IN JAPAN FESTIVAL 2013
- 2013年08月06日 - "EIGHT SIX live"
- 2013年08月30日 - PIRATE SHIP 2013
- 2013年09月07日 - BAYCAMP 2013
- 2013年09月09日 - THE WILD ONE
- 2013年09月13日 - Punkish Wedding 2013
- 2013年10月20日 - HAWAIIAN6 presents ECHOES
- 2013年11月07日 - tieemo project Pre Party The Get Up Kids JAPAN tour 2013 Osaka / Nagoya
- 2013年11月09日 - music festival "tieemo"
- 2013年11月24日 - 東北ジャム2013 in 石巻
- 2013年12月04日 - COMEBACK MY DAUGHTERS「Mira TOUR」
- 2013年12月22日 - SEITON☆NIGHT vol.2
- 2013年12月27日 - TOWER RECORDS 梅田NU茶屋町店 presents SELL NU SOUL
- 2013年12月30日 - COUNTDOWN JAPAN 13/14
- 2014年01月30日 - HUSKING BEE×the band apartツーマンライブ「ON WITH THE SHOW VOL.1」
- 2014年02月01日 - BAYCAMP 201402
- 2014年03月09日 - STUDIO COAST 11TH ANNIVERSARY LIVE「MRF」
- 2014年03月22日 - BEAxZepp Fukuoka FX 2014
- 2014年03月23日 - MUSIC CUBE 14
- 2014年04月19日 - F.A.D YOKOHAMA presents THE SUN ALSO RISES vol.7
- 2014年05月27日・28日 - Yes, We Love butchers
- 2014年08月03日 - ROCK IN JAPAN FESTIVAL 2014
- 2014年08月06日 - "EIGHT SIX live"
- 2014年08月10日 - TONE RIVER JAM'14
- 2014年08月16日 - RISING SUN ROCK FESTIVAL 2014 in EZO
- 2014年08月23日 - Re:mix 2014
- 2014年08月29日 - PIRATE SHIP 2014 "SKOAL"
- 2014年08月31日 - shima fes SETOUCHI 2014 〜百年つづく、海の上の音楽祭〜
- 2014年09月14日 - MASTER COLISEUM'14
- 2014年10月05日 - Backyard Diary presented by Mobstyles & Subciety
- 2014年10月12日 - BEATRAM MUSIC FESTIVAL 2014
- 2014年10月13日 - BAYROCK 2014
- 2014年11月22日 - Ambience Records Presents"FILMAGE:THE STORY OF DESCENDENTS/ALL 記念LIVEAGE"
- 2014年12月19日 - POWER STOCK EXTRA GIG
- 2014年12月21日 - POWER STOCK 2014 in ZEPP SAPPORO
- 2014年12月28日 - COUNTDOWN JAPAN 14/15
- 2015年01月16日・17日 - BACK DROP BOMB TOUR "Loftinaction" '14-'15
- 2015年01月23日 - he Presents "12th year"
- 2015年03月01日 - TheSpringSummer presents「Super Blue ! vol.1」
- 2015年03月07日 - Output 3rd Anniversary HUSKING BEE × ASPARAGUS
- 2015年04月10日 - KYOTO MUSE 25th ANNIVERSARY "25SOULS"
- 2015年04月19日 - WALK INN ROCK FESTIVAL!
- 2015年04月21日 - ☆Match Vox 11th anniversary☆高橋&はっちpre."ALLY OF THE WEAK"
- 2015年04月29日 - TOKYO KAIDO'15～宇都宮ライブサーキット～
- 2015年05月31日 - bacho presents 最高新記憶 TOUR
- 2015年07月18日 - KESEN ROCK FESTIVAL'15
- 2015年08月05日 - "EIGHT SIX live" -15th anniversary-
- 2015年08月07日 - THROAT RECORDS presents "SHOWNEN"
- 2015年08月08日 - GOOFY'S HOLIDAY "REASON tour"
- 2015年08月09日 - TONE RIVER JAM'15
- 2015年08月28日 - PIRATE SHIP 2015
- 2015年08月30日 - shima fes SETOUCHI 2015 ～百年つづく、海の上の音楽祭。～
- 2015年09月04日 - bluebeard presents "RALLY OF FATALITY"
- 2015年09月06日 - DOORS TO FREEDOM 2015
- 2015年09月10日 - Listen to my ROCK!!～或る感覚 presents 「秋の感覚祭」～
- 2015年10月18日 - HAWAIIAN6 presents ECHOES 2015
- 2015年11月04日 - HAWAIIAN6 presents Too Late TOUR
- 2015年11月14日 - 尽未来際 ～尽未来祭～
- 2015年11月27日・29日 - WANIMA「Are You Coming? Tour」
- 2015年12月23日 - KICHIJOJI WARP presents supported by toosmell records「LITTLE LEAGUE 」
- 2015年12月27日 - RADIOTS pre. 無線暴乱
- 2015年12月29日 - COUNTDOWN JAPAN 15/16
- 2016年01月17日 - BLACK BUCK pre. LISTEN WITH BIGGER SOUND!
- 2016年02月06日・03月26日 - Noshow "Noshow" TOUR
- 2016年02月07日 - heliotrope "大丈夫、君なら。" release party
- 2016年02月12日 - PLUGS 15th Anniversary "PLUGS SHOW special 2days"
- 2016年02月26日 - MOTHBALL presents "Galactica Spectra : Episode 1"
- 2016年03月30日 - HUCK FINN 35th ANNIVERSARY [35th Various encounter #2 ]
- 2016年04月02日 - THE SUN ALSO RISES vol.23
- 2016年04月08日 - COKEHEAD HIPSTERS pre. PLAYBACK IN THE CIRCLE

## 出演

### テレビ
- PUNK ROCK TV（スペースシャワーTV）
- 2000年11月04日 - テレビ東京系「ハング★アウト」
- 2001年09月22日・2004年04月17日 - テレビ東京系「JAPAN COUNTDOWN」
- 2002年12月25日・2003年03月26日・2004年04月20日 - フジテレビ系「ELVIS」
- 2004年05月25日 - フジテレビ系「FACTORY」
- 2005年02月05日 - フジテレビ系「奥田民生スペシャル〜拾年ひとり股旅をする。〜」
- 2013年03月22日 - テレビ東京系「音流〜On Ryu〜」

### ミュージックビデオ
- 2019年04年23日 - LOW IQ 01「Thorn in My Side」